# Didímium

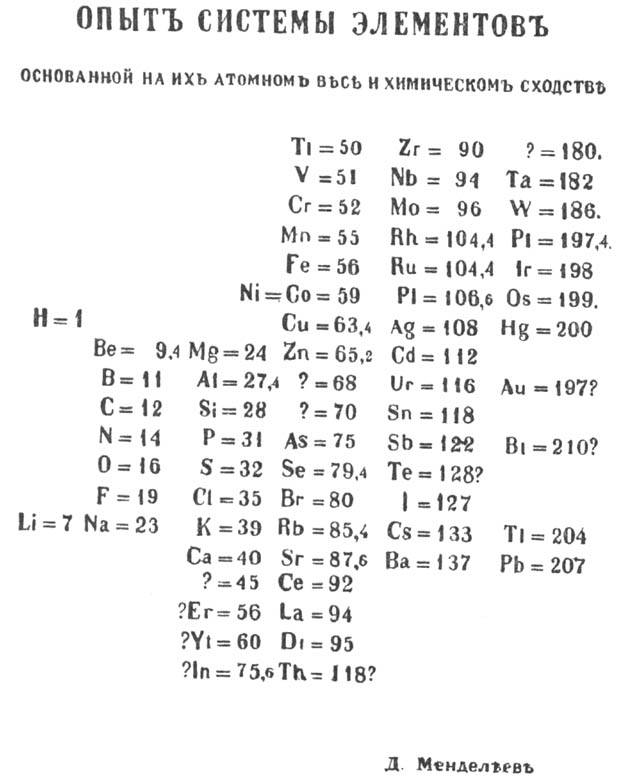
Didímium a Mengyelejev-féle periódusos rendszer első kiadásában. Negyedik oszlopban alulról a második elem, 95-ös rendszámmal.

Didímium hipotetikus elem, amely Di vegyjellel 1869-ben Mengyelejev periódusos rendszerének első változatába is bekerült. Később kiderült róla, hogy prazeodímium és neodímium keveréke, emellett nyomokban egyéb lantanoida elemeket, szamáriumot és gadolíniumot is tartalmaz. Ez az elemcsoport csak vegyületei formájában állt a kutatók rendelkezésére, mégis a korabeli publikációkban sokszor elemként hivatkoznak rá. Az oxidjának a többi lantanoida oxidhoz hasonló névképzéssel (céria, lantána, ittria stb.) a didímia nevet adták. Rövid tudományos pályafutása során elemi formában nem tudták előállítani.

## Története
Az elemnek hitt keveréket Carl Gustaf Mosander svéd kémikus, a lantán, erbium és terbium felfedezője 1841-ben különítette el lantán-oxidtól, amihez való hasonlósága miatt kapta a nevét. A didymium szó görögül ikerelemet jelent. Per Teodor Cleve svéd kémikus jött rá 1874-ben, hogy két összetevőből áll. Végül Carl Auer Freiherr von Welsbach osztrák kémikus választotta szét 1886-ban frakcionált kristályosítással salétromsavas oldatból a két elem sóját, prazeodímium-ammónium-nitrátot és neodímium-ammónium-nitrátot. Ennek ellenére Mengyelejev a periódusos rendszernek még az 1889-es változatában is bennehagyta. Ezt az időszakot nevezik ritkaföldfém krízisnek, ugyanis ezek az elemek sehogy sem akartak illeszkedni az addig létrehozott rendszerhez. Egy új oszlopnak túl sokan voltak, egy új sor lehetősége pedig nem merült fel, hiszen ezeknek az elemeknek a vegyértéke a rendszámmal nem változott.

## Utóélete és felhasználása
A név a ritkaföldfém iparágában egy ideig használatban maradt. Az Egyesült Államokban didímiumsónak hívták azokat a vegyületeket, amik a monacitból a cérium eltávolítása után maradtak vissza. Ez a Mosander-féle eredeti változathoz képest lantánt is tartalmaz. Európában ezt a keveréket krakkolási katalizátorként alkalmazták, amelyet később tiszta lantán- vagy neodímiumalapú vegyületekkel váltották ki.
Neve az üvegiparban és kohászatban is fennmaradt, ugyanis optikai tulajdonságait felhasználták védőszemüvegek üvegének színezéséhez, és a név idővel márkanévvé vált. A didímium üveg teljesen kiszűri az izzó fém és üvegolvadék zavaró sárga fényét, emellett a kohászati eljárások során jelenlevő magas hőmérsékletű gázok UV-sugárzásával szemben is védelmet biztosít.
Fényképezésnél a didímium üveget fényszűrőként használják, a vörös és narancssárga árnyalatok telítettségének növelését lehet elérni vele.